# Robin Hood (film 1913)
Robin Hood è un film muto del 1913 sceneggiato e diretto da Theodore Marston.

## Trama
Robin Hood, vagando nella foresta insieme a Marian, vede su un albero una scritta che proibisce ai Sassoni di cacciare i cervi nella foresta di Sherwood. Ignorando l'editto, Robin uccide un cervo: la sera, mentre banchetta con Marian e i suoi uomini, il gruppo viene interrotto dalla venuta dello sceriffo di Nottingham che vuole arrestare il ribelle. Finisce che lo sceriffo uccide il padre di Marian. Fuggiti nella foresta, frate Tuck unisce in matrimonio Robin e Marian. I due sposi promettono di difendere i diritti dei più poveri e degli oppressi. La banda di fuorilegge vive avventurosamente nei boschi finché un giorno un mendicante, che è riuscito a conoscerli vivendo in mezzo a loro, non si rivela essere re Riccardo. Il sovrano è rimasto tanto colpito dalla gentilezza e dalle nobili intenzioni di Robin e dei suoi che, quando torna al castello, li perdona rendendoli nuovamente uomini liberi.

## Produzione
Il film fu prodotto dalla Thanhouser Film Corporation e, come location principale, venne girato presso la vera città di Nottingham.

## Distribuzione
Distribuito dalla Mutual Film, il film uscì nelle sale cinematografiche degli Stati Uniti diviso in due parti ognuna delle quali comprendente due rulli: la prima parte fu presentata il 23 settembre, la seconda il 30 settembre 1917. Nel Regno Unito, il film prese il titolo Robin Hood and Maid.